# Operation RECSYR
Operation RECSYR (Removal of chemical weapons from Syria
) var en international maritim fællesoperation mellem Organisationen for forbud mod kemiske våben (OPCW) og De Forenede Nationer (FN) for at fjerne kemiske våben og komponenter til produktionen af disse fra Syrien.

## Gennemførsel
Operationen blev til på grundlag af Sikkerhedsrådets resolution 2118 vedrørende bortskaffelsen af Syriens kemiske våben. Operation RECSYR havde til opgave at transportere landets deklarerede kemiske kampstoffer væk fra landet via havnebyen Latakia. Arbejdet blev påbegyndt i december 2013. Den første last forlod landet via søvejen i januar 2014. I april 2014 meldte OPCW og FNs fællesoperation at 92,5 % af de kampstofferne enten var bragt ud af Syrien eller ødelagt i under kampene i landet. Den 23. juni 2014 blev det offentliggjort at den sidste last af kampstoffer var blevet udskibet fra Latakia, og at de sidste rester af de deklarerede kampstoffer dermed var blevet fjernet.
I løbet af operationen blev blev der i alt afhentet 181 containere med kampstoffer med i alt 1300 tons fra Syrien. Disse blev transporteret til henholdsvis USA, Storbritannien og Finland samt det specialkonstruerede amerikanske skib MV Cape Ray for at blive destrueret.
To civile skibe, danske Ark Futura (via ARK-projektet) og norske Taiko transporterede kampstofferne. To grupper af orlogsskibe blev sat ind for at beskytte de civile handelsskibe. Danmark, Norge og Storbritannien bidrog med orlogsfartøjer til den ene af disse grupper benævnt Task Group 420.01. Den anden gruppe bestod af orlogsskibe fra Rusland og Kina.
Flotilleadmiral Torben Mikkelsen fra Danmark var den første styrkeschef for den dansk-norsk-britiske styrke. Kommandør Bjørn-Erik Marthinsen fra Norge var næstkommanderende og midlertidig styrkechef mellem 4. og 20. maj, hvorefter den danske flotilleadmiral Steen Engelbrecht Pedersen overtog.
Flotilleadmiral Torben Mikkelsen beskriver missionen på følgende måde i Forsvarsavisen: "Operationen sætter nye standarder for, hvad man kan gøre i internationale operationer. At afhente Syriens kemiske stoffer fra en havn i landet, mens landet er i borgerkrig på tredje år, er aldrig set før. Det har kun været muligt, fordi nationer og deltagende enheder har bevaret fokuseringen på opgaven og har villet have opgaven løst. Uanset, hvad der i øvrigt er foregået af andre ting i verden, hvor de deltagende nationer ikke nødvendigvis har været enige. Samarbejdet med blandt andre Rusland og Kina har på det taktiske niveau været inspirerende og positivt og ikke mindst historisk."

## Baggrund
I august 2013 angreb Al-Assad regimet sin egen civilbefolkning med et kemisk angreb i den syriske bydel Ghouta, der er forstad til Damaskus. Flere stater herunder blandt andet USA, Frankrig og Danmark var fortalere for direkte militær indgriben for at forhindre yderligere angreb mod civilbefolkningen. USA`s udenrigsminister, John Kerry, anklagede Al-Assad regimet for "vilkårlig nedslagtning af civile”. Denne militære indgriben valgte Rusland og Kina at nedlægge veto mod i FN`s sikkerhedsråd. Til gengæld foreslog et russisk alternativ, at der skulle forhandles med Al-Assad regimet, med henblik på at Syrien skulle udlevere alle kemiske våben. USA gik med til dette, hvilket endte med FN`s sikkerhedsråds resolution 2118. 
Forløbet med at få de kemiske våben ud af Syrien var en fælles OPCW og FN operation, der blev udført i rammerne af FN resolution 2118, der udgjorde det folkeretslige grundlag for operationen. Danmarks deltagelse i operationen blev vedtaget den 19. december 2013 i Folketinget, med et bredt flertal, 97 for og 14 imod. 

## Deltagende skibe

### Militære enheder i Task Group 420.01
Søværnet
- L17 Esbern Snare (december 2013 - maj 2014)
- F362 Peter Willemoes (maj 2014 - juli 2014)

 Sjøforsvaret
- F303 Helge Ingstad (december 2013 - 30. april 2014)
- W322 Andeness (30. april 2014 - juli 2014)

 Royal Navy
- F236 Montrose (januar 2014 - 24. februar 2014)
- D34 Diamond (24. februar 2014 - juli 2014)

### Russisk-kinesisk styrke
Ruslands flåde‎
- 099 Pjotr Velikij
- 659 Viceadmiral Kulakov (afløste Pjotr Velikij)

 Folkets Befrielseshærs flåde
- 546 Yancheng
- 570 Huangshan (afløste Yancheng)

### Civile skibe
- Ark Futura
- Taiko

## Det danske bidrag
Danmark bidrog først med støtteskibet Esbern Snare i perioden december 2013 - maj 2014, og senere med fregatten Peter Willemoes indtil juli 2014 hvor missionen sluttede. Begge skibe fungerede både som flagskib og eskorteskib. Ud over besætningerne ombord på de to skibe, deltog personel med særlig ekspertise, blandt andet i behandling af kemiske kampstoffer. Personel kom fra Hæren, Flyvevåbnet, Beredskabsstyrelsen og SKAT. Desuden stillede Danmark med DFDS-skibet Ark Futura, der er en del af ARK-projektet, her deltog i alt 36 besætningsmedlemmer, der også senere modtog medaljer som anerkendelse for deres indsats til operationen. 

## Lignende danske missioner
Efter Danmarks bidrag i operation Removal of chemical weapons from Syria (RECSYR) i 2013-2014, blev Danmark opfordret af USA og OPCW til at lede styrkebidraget i Operation RECLIB. Dette betød at et enigt folketing den 19. august 2016 besluttede at deltage med et bidrag, der skulle være med til at bistå Libyen i borttransport af rester fra landets kemiske våbenlagre.